# 2213 Meeus
2213 Meeus è un asteroide della fascia principale. Scoperto nel 1935, presenta un'orbita caratterizzata da un semiasse maggiore pari a 2,1980912 UA e da un'eccentricità di 0,2261655, inclinata di 5,33270° rispetto all'eclittica.
L'asteroide è dedicato al meteorologo e astrofilo belga Jean Meeus.